# Nachal Ben Zimra
Nachal Ben Zimra (hebrejsky: נחל בן זמרה) je vádí v Horní Galileji, v severním Izraeli.
Začíná na severním okraji vesnice Kerem Ben Zimra. Směřuje pak k severu zvlněnou a zalesněnou krajinou. Ústí zprava do vádí Nachal Dišon cca 1 kilometr východně od hory Har Pu'a, v místech kde se na protější straně Nachal Dišon zvedá masiv Ramat Bar'am.